# Sclerogryllinae
Sous-famille
Les Sclerogryllinae sont une sous-famille d'insectes orthoptères de la famille des Gryllidae.
Elle forme un groupe avec les Gryllinae Laicharting 1781, les Gryllomiminae Gorochov 1986, les Gryllomorphinae Saussure 1877, les Itarinae  Chopard 1932, les Landrevinae Gorochov 1982 et les †Gryllospeculinae Gorochov 1985.

## Distribution
Les espèces de cette sous-famille se rencontrent en Afrique occidentale et à l'est de l'Asie.

## Liste des genres
Selon Orthoptera Species File (27 mars 2010) :
- Rhabdotogryllus Chopard, 1954
- Sclerogryllus Gorochov, 1985

## Référence
- Gorochov, 1985 : On the fauna of the subfamilies Itarinae, Podoscirtinae and Nemobiinae (Orthoptera, Gryllidae ) of eastern Indochina. Nasekomye Vietnama. Moscow, p. 17-25.